# Kammerkanalen
Kammerkanalen er en kanal i distriktet Mecklenburgische Seenplatte (Mecklenburg-Vorpommern) og en biflod til Havel. Den forbinder Zierker See nær Neustrelitz med Woblitzsee og Havel nær Wesenberg. Hydrografisk er den to kilometer lange nordvestlige biflod til Zierker See også tilskrevet den.
Allerede i 1790 blev Gorbach-ruten mellem Zierker-søen og Woblitz-søen udvidet til "Torffloesser-kanalen". Den yderligere udvidelse til Kammerkanalen fandt sted mellem 1840 og 1843 for at forbinde Neustrelitz med den Obere Havel-Wasserstraße. Vandstanden i Zierker See er blevet sænket med 1,60 meter siden 1790 som følge af anlægsarbejder. Den resterende niveauforskel udlignes i Voßwinkel-slusen i Kammerkanalen, 1,2 kilometer over Woblitzsee. Nedenfor slusen åbner drængrøfter af det omgivende lavland, der delvist er drænet som en inddæmning ved en pumpestation.
Kammerkanalen (KaK) er en del af den 97 kilometer lange statslige vandvej Obere Havel-vandvej (OHW 
af vandvejsklasse I med en længde på 5,25 kilometer 
Omkring 1920, da Havel mellem Woblitzsee og Priepertsee blev udvidet med en længere slusekanal parallelt med Havel for Wesenberg-slusen, blev betegnelsen Kammerkanal også brugt for hele strækningen mellem de to søer. For at undgå forvirring besluttede Rigstransportministeriet i 1936 at kun strækningen mellem søen Zierker og Woblitzsee skulle have det navn.

## Diverse
Den 24. februar 1918, om eftermiddagen, blev storhertug Adolf Friedrich VI. von Mecklenburg-Strelitz fundet med et dødeligt skudsår i Kammerkanalen. De nøjagtige omstændigheder omkring hans død er stadig uklare og er fortsat genstand for spekulationer og konspirationsteorier.